# European Rugby Challenge Cup
La Copa Desafío Europeo de Rugby, anteriormente llamado European Challenge Cup, nombre oficial en inglés desde 2014 como European Rugby Challenge Cup, y conocido mayormente como EPCR Challenge Cup, es el segundo torneo continental más importante de rugby de los clubes europeos que disputan el Torneo de las Seis Naciones, además de algunos equipos elegidos de otros países europeos. Desde su reestructuración en 2014 es organizada por la European Professional Club Rugby.
Mientras que originalmente se creó como una competición rival de la European Challenge Cup, la cual estaba organizada por la European Rugby Club, acabó reemplazando a esta.

## Formato

### Clasificación
Al igual que su competición predecesora, la European Challenge Cup, son 20 los equipos que se clasifican para disputar la European Rugby Challenge Cup.
18 de esos equipos se clasifican de forma automática desde la Premiership Rugby inglesa, la francesa Top 14 y el United Rugby Championship en la que juegan equipos de Escocia, Gales, Irlanda, Sudáfrica e Italia, además se invitan dos equipos (Cheetahs de Sudáfrica desde la temporada 2022-23 y Black Lion de Georgia desde la edición 2023-24).

#### Proceso de clasificación
Los equipos decimonoveno y vigésimo se clasifican a través de un proceso de clasificación, organizado por la European Professional Club Rugby y la Rugby Europe.
Para la temporada 2014-2015, este torneo consistirá en dos enfrentamientos en formato de ida y vuelta, cuyos ganadores se clasificarán para el torneo de ese año, en este torneo se enfrentarán los dos mejores equipos de la liga italiana de rugby, además de un equipo rumano y otro de Georgia.
Un formato más expandido, el cual se espera que albergue más partidos y más países participantes, para la temporada 2015-2016 y las siguientes temporadas, se preveía que fuera anunciado el 15 de septiembre de 2014. Sin embargo, el 5 de septiembre de 2014, se anunció que ninguna otra competición tendría lugar durante la temporada 2014-2015, de forma que las negociaciones continuarán para crear una nueva competición lo más pronto posible

### Competición

#### Fase de grupos
Para la fase de grupos habrá cinco grupos de cuatro equipos. Los equipos disputarán partidos contra los otros tres equipos de sus grupos, en un formato de ida y vuelta, y los puntos de la liguilla serán otorgados en función de los resultados de los partidos. Los cinco ganadores de los grupos y los tres mejores segundos de los grupos se clasifican para la fase eliminatoria final.

#### Eliminatorias finales
Los ocho equipos clasificados para los cuartos de final son organizados en función de los resultados en la fase de grupos. Los cuatro mejores equipos obtienen la ventaja de campo para las eliminatorias.
Los ganadores de los cuartos de final se clasifican para las dos semifinales, y los ganadores de estas disputan la final, la cual se disputará como muy tarde el primer fin de semana de mayo.

## Historia
La European Challenge Cup es una competición creada en 1996, un año después de la creación de la Heineken Cup como una competición de menor entidad que esta última. En la actualidad, ambas son las únicas competiciones europeas de clubes. La Challenge se constituyó como una segunda Copa de Europa que permitiese a los equipos de las primeras divisiones inglesa y francesa disputar encuentros internacionales. Ha atravesado varias etapas desde su creación:

### Dominio Francés: 1996-1999
La Challenge Cup comenzó como "European Conference" (más tarde se la volvió a cambiar el nombre por el de European Shield) en 1996 con 24 equipos de Inglaterra, Francia, Italia, Rumanía, Escocia y Gales divididos en cuatro grupos de seis equipos cada uno. Tras la fase de grupos se pasaba a unas rondas finales, pasando los siete equipos franceses (en esta primera temporada) a los cuartos de final junto con el club inglés Northampton Saints, siendo este el único no francés que accedió a esta fase. Como era de prever, esta primera edición acaba con una final francesa, entre el Bourgoin y el Castres Olympique, con victoria de los primeros por 18-9.
Al siguiente año, la competición aumentó con la entrada de nuevos equipos haciendo un total de 32 divididos en ocho grupos de cuatro equipos cada uno. El Colomiers continuó con el dominio francés en la European Shield, ganando al Agen (también francés) por 43 a 8 en la final.
En la temporada 1998-1999 destacó la ausencia de los equipos ingleses y escoceses, reduciendo a la misma a 21 equipos solamente, divididos en tres grupos de siete cada uno, y con la inclusión de las selecciones nacionales de España y Portugal. Sin embargo, esto no fue óbice para que un equipo francés fuera de nuevo triunfante, con Montferrand ganando al Bourgoin por 35 a 16 en la final que tuvo lugar en Lyon (Francia).
La siguiente temporada (1999-2000) viene marcada por la vuelta a la competición de los clubes ingleses y escoceses, con lo que hacen un total de 28 equipos divididos en siete grupos de cuatro. En esta temporada, por primera vez, dos equipos ingleses alcanzan las semifinales: London Irish y Bristol, pero no pueden evitar otra final completamente francesa en la que Pau se convierte campeón tras vencer a Castres Olympique en la final por 34 a 21.

### El fin del dominio francés
En la temporada 2000-2001 en la que por primera vez no había cambio en el formato de competición, a pesar de que no jugó ningún equipo rumano. Las semifinales fueron, una completamente inglesa y la otra completamente francesa con lo que se aseguraba una final con un equipo inglés y uno francés por primera vez desde el comienzo de la competición en 1996. Dicha final inédita, la jugaron el NEC Harlequins frente al Narbonne en la que ganaron los ingleses terminando así con el dominio francés en la European Shield, tras una final muy apretada que acabó con 27-26 después de jugarse un tiempo suplementario.
La siguiente temporada trajo el desembarco de un nuevo patrocinador, con lo que pasó a denominarse: "Parker Pen Shield". Participaron 32 equipos divididos en ocho grupos de cuatro con la novedad de que participaron dos clubes españoles y Rumanía también estaba representada. En esta ocasión solo un equipo francés alcanzó los cuartos de final, junto con 5 ingleses y 2 galeses. Y además, este equipo francés de Pau no superó esta fase tras perder contra London Irish, con lo que se dieron unas semifinales atípicas con solo equipos ingleses y galeses. Además, el equipo galés Pontypridd llegó a la final que perdió ante los Sale Sharks en el Kassam Stadium de Oxford con un marcador final de 25-22 a favor de los ingleses.
Un nuevo cambio en el formato fue llevado a cabo en la temporada 2002-2003, se eliminó el formato de liga y se transformó en un torneo con enfrentamientos directos entre equipos. En esta ocasión participaron 32 equipos de ocho países distintos, la mitad de ellos divididos según su calidad y enfrentándose contra otros de menor calidad (deportivamente hablando) en un choque de ida y vuelta. El nombre de "Parker Pen Shield" fue aplicado al torneo de repesca para aquellos equipos que no se clasificaban para la segunda ronda de la Parker Pen Challenge Cup. El ganador de esta competición además, ganaba una plaza automáticamente para la Heineken Cup de la siguiente temporada. En este caso fueron los London Wasps los que vencieron en la final al Bath Rugby por 48-30 en el Madejski Stadium, de Reading (Inglaterra).
En la temporada 2003-2004, sufre otro cambio la competición pero esta vez propiciado porque la Unión de Rugby Galesa votó a favor para la creación de regiones que participaran en la Liga Celta y que estos nuevos equipos representaran a Gales dentro de las competiciones europeas. Esta reducción del número de clubes profesionales galeses de nueve a cinco hizo que no hubiera representación en esta temporada de equipos galeses. Además, Rumania tampoco tomó parte en esta edición, que por otro lado no sufrió grandes cambios en el formato de competición. En términos deportivos, los NEC Harlequins se proclamaron campeones tras ganar en el último segundo por 27 a 26 a Montferrand en el Madejski Stadium y ganó así el campeonato por segunda vez.
La nueva temporada 2004-2005, no sufre cambios y Sale Sharks consigue una fácil victoria en la final de 2005 por 27-3 sobre Pau.
Finalmente, en la temporada 2005-2006 se abandona la "Parker Pen Shield" reestructurando la European Challenge Cup otra vez en un formato de liga seguido de eliminatorias. Se hicieron cinco grupos de cuatro equipos que participarían en partidos de ida y vuelta. Además, volvió el interés rumano por la competición con un combinado de jugadores de la liga rumana que participan en el equipo Bucureşti Oaks formado ex-profeso para representar a Rumanía en la competición europea, sin embargo, no hubo representación española y portuguesa. Esta temporada nos deparó la final más igualada hasta el momento en la que Gloucester adelantó en el tiempo extra a los London Irish y venció por 36-34.
En la temporada 2006-2007 el formato de la competición sigue siendo de cinco grupos de cuatro equipos cada uno, con lo que hacen un total de 20 equipos de seis países diferentes. La competición en sí no sufre muchas variaciones pero, sí que sufre la sorpresa de la vuelta a la victoria de un equipo francés el Montferrand que derrota en la final celebrada en el Twickenham Stoop de Londres (Inglaterra) por 22 a 16 al Bath Rugby inglés, convirtiéndose así en el primer equipo francés que ganaba dos European Challenge Cup.
La temporada 2007-2008, trae de vuelta a un equipo español a la misma el Club de Rugby El Salvador vencedor de la División de Honor española en calidad de invitado. Sin embargo, no hay modificaciones en el formato que lleva a jugar a todos los equipos seis encuentros de la fase de grupos. No hay sorpresas con respecto a la clasificación para las siguientes fases y en la final de Gloucester (Inglaterra) se enfrentan: Bath Rugby contra Worcester Warriors en una final que ganan los primeros con marcador final: 24-16.
Durante la temporada 2008-2009, vuelve a ser invitado el equipo español de El Salvador tras haber vencido, de nuevo, la liga española en la temporada anterior. Tras la fase de grupos pasan 5 clubes ingleses, 2 franceses y el participante irlandés. En la fase final destaca la clasificación, inesperada por sus malas temporadas en sus ligas nacionales, de los Northampton Saints ingleses y el club francés CS Bourgoin-Jallieu. Venciendo los primeros por 15-3 en la final disputada en el estadio londinense de Twickenham Stoop.
En el habla común, a la Copa Desafío Europeo la equiparan con la Liga Europea de la UEFA de fútbol, y a la Copa de Campeones con la Liga de Campeones.

### Una nueva era: la reestructuración
Los equipos ingleses y franceses manifestaron bastantes protestas en cuanto al formato y la estructura de la antigua Heineken Cup organizada por la European Rugby Cup (ERC), basándose sus quejas de forma predomiante en la distribución de los fondos económicos y en el sistema de clasificación. Una de las propuestas que se habían hecho era que, en el futuro, los equipos mejor colocados en la Liga Celta competirían en la Copa de Campeones, independientemente de la nacionalidad. Esto eliminaría los cupos fijos a las naciones y podría dejar sin lugar a algún equipo de Irlanda, Gales o Escocia.
En junio de 2012, la Premiership Rugby y la Liga Nacional de Rugby de Francia, en representación de los clubes ingleses y franceses respectivamente, notificaron a la ERC que abandonarían tanto la Heineken Cup como la European Challenge Cup en un plazo de dos años.
En septiembre de 2012, los equipos de la Premiership anunciaron un contrato de cuatro años de televisión por 152 millones de libras esterlinas con BT Sport, el cual incluía tanto los derechos para su competición local como para las competiciones europeas. La ERC respondió a este anuncio reclamando a la Premiership inglesa que no tenía los derechos de las competiciones europeas y anunciando un contrato de la misma duración para estos pero con Sky Sports. En consecuencia, en septiembre de 2013, los equipos ingleses y franceses anunciaron su intención de organizar su propio torneo continental, invitando al resto de clubes europeos a unirse a él. Esta competición se denominaría Champions Cup.
En octubre de 2013, la federación de rugby de gales, en representación los cuatro equipos regionales galeses, confirmó su total apoyo a la nueva Champions Cup de rugby propuesta por los ingleses y franceses.
Las negociaciones para una nueva competición fructificaron en abril de 2014, cuando tras meses de negociaciones, un acuerdo fue firmado para la creación de la European Rugby Challenge Cup como competición sustituta de la European Challenge Cup, de forma que su primera edición sería en la temporada 2014-2015.
El 10 de abril de 2014, tras unos dos años de negociaciones, una organización nueva denominada European Professional Club Rugby anunció que los tres grupos anteriores habían firmado un acuerdo para la formación de la European Rugby Champions Cup, la European Rugby Challenge Cup y un nuevo, tercer torneo, denominado Torneo de Clasificación. En el mismo día, BT y SKY firmaron un acuerdo para dividirse la cobertura de la nueva competición europea. Ambos retransmitirán los partidos de la fase de grupos a la mitad, así como los cuartos de final y las semifinales y ambos retransmitirán la final. BT tendrá el derecho preferente de elección para los partidos de la Champions Cup, mientras que SKY la tendrá para los partidos de la Challenge Cup.

## Finales
| Temporada | Campeón             | Resultado      | Subcampeón          | Sede de la Final                                | Asistencia |
| --------- | ------------------- | -------------- | ------------------- | ----------------------------------------------- | ---------- |
| 1996-97   | CS Bourgoin-Jallieu | 18 - 9         | Castres Olympique   | Stade de la Méditerranée, Béziers, Francia      | 10 000     |
| 1997-98   | US Colomiers        | 43 - 5         | SU Agen             | Stade des Sept Deniers, Toulouse, Francia       | 12 500     |
| 1998-99   | ASM Clermont        | 35 - 16        | CS Bourgoin-Jallieu | Stade Gerland, Lyon, Francia                    | 31 986     |
| 1999-00   | Section Paloise     | 34 - 21        | Castres Olympique   | Stade des Sept Deniers, Toulouse, Francia       | 6000       |
| 2000-01   | Harlequins FC       | 42 - 33        | RC Narbonne         | Madejski Stadium, Reading, Inglaterra           | 10 013     |
| 2001-02   | Sale Sharks         | 25 - 22        | Pontypridd RFC      | Kassam Stadium, Oxford, Inglaterra              | 12 000     |
| 2002-03   | London Wasps        | 48 - 30        | Bath Rugby          | Madejski Stadium, Reading, Inglaterra           | 18 074     |
| 2003-04   | Harlequins FC       | 27 - 26        | ASM Clermont        | Madejski Stadium, Reading, Inglaterra           | 13 123     |
| 2004-05   | Sale Sharks         | 27 - 3         | Section Paloise     | Kassam Stadium, Oxford, Inglaterra              | 7230       |
| 2005-06   | Gloucester Rugby    | 36 - 34 (pro.) | London Irish        | Twickenham Stoop, Londres, Inglaterra           | 12 053     |
| 2006-07   | ASM Clermont        | 22 - 16        | Bath Rugby          | Twickenham Stoop, Londres, Inglaterra           | 10 134     |
| 2007-08   | Bath Rugby          | 24 - 16        | Worcester Warriors  | Kingsholm Stadium, Gloucester, Inglaterra       | 16 157     |
| 2008-09   | Northampton Saints  | 15 - 3         | CS Bourgoin-Jallieu | Twickenham Stoop, Londres, Inglaterra           | 9260       |
| 2009-10   | Cardiff Blues       | 28 - 21        | RC Toulon           | Stade Vélodrome, Marsella, Francia              | 48 990     |
| 2010-11   | Harlequins FC       | 19 - 18        | Stade Français      | Cardiff City Stadium, Cardiff, Gales            | 12 236     |
| 2011-12   | Biarritz Olympique  | 21 - 18        | RC Toulon           | Twickenham Stoop, Londres, Inglaterra           | 9376       |
| 2012-13   | Leinster Rugby      | 34 - 13        | Stade Français      | RDS Arena, Dublín, Irlanda                      | 20 396     |
| 2013-14   | Northampton Saints  | 30 - 16        | Bath Rugby          | Cardiff Arms Park, Cardiff, Gales               | 12 483     |
| 2014-15   | Gloucester Rugby    | 19 - 13        | Edinburgh Rugby     | Twickenham Stoop, Londres, Inglaterra           | 14 316     |
| 2015-16   | Montpellier HRC     | 26 - 19        | Harlequins FC       | Parc Olympique Lyonnais, Lyon, Francia          | 28 556     |
| 2016-17   | Stade Français      | 25 - 17        | Gloucester Rugby    | Estadio Murrayfield, Edimburgo, Escocia         | 24 494     |
| 2017-18   | Cardiff Blues       | 31 - 30        | Gloucester Rugby    | Estadio de San Mamés, Bilbao, España            | 32 543     |
| 2018-19   | ASM Clermont        | 36 - 16        | La Rochelle         | St James' Park, Newcastle upon Tyne, Inglaterra | 28 438     |
| 2019-20   | Bristol Bears       | 32 - 19        | RC Toulon           | Stade Maurice David, Aix-en-Provence, Francia   | 1000       |
| 2020-21   | Montpellier         | 18 - 17        | Leicester Tigers    | Estadio de Twickenham, Londres, Inglaterra      | 10 000     |
| 2021-22   | Lyon Olympique      | 30 - 12        | RC Toulon           | Stade Vélodrome, Marsella, Francia              | 51 431     |
| 2022-23   | RC Toulon           | 41 - 19        | Glasgow Warriors    | Estadio Aviva, Dublín, Irlanda                  | 31 500     |
| 2023-24   | Sharks              | 36 - 22        | Gloucester Rugby    | Tottenham Hotspur Stadium, Londres, Inglaterra  | 34 761     |
| 2024-25   | Bath Rugby          | 37 - 12        | Lyon Olympique      | Millennium Stadium, Cardiff, Gales              |            |

## Palmarés
Datos actualizados: Temporada 2024-25.
| Equipo              | Títulos | Subcampeonatos | Años campeonatos          | Años subcampeonatos                |
| ------------------- | ------- | -------------- | ------------------------- | ---------------------------------- |
| ASM Clermont        | 3       | 1              | 1998-99, 2006-07, 2018-19 | 2003-04                            |
| Harlequins FC       | 3       | 1              | 2000-01, 2003-04, 2010-11 | 2015-16                            |
| Gloucester Rugby    | 2       | 3              | 2005-06, 2014-15          | 2016-17, 2017-18, 2023-24          |
| Bath Rugby          | 2       | 3              | 2007-08, 2024-25          | 2002-03, 2006-07, 2013-14          |
| Sale Sharks         | 2       | -              | 2001-02, 2004-05          |                                    |
| Northampton Saints  | 2       | -              | 2008-09, 2013-14          |                                    |
| Cardiff Blues       | 2       | -              | 2009-10, 2017-18          |                                    |
| Montpellier HRC     | 2       | -              | 2015-16, 2020-21          |                                    |
| RC Toulon           | 1       | 4              | 2022-23                   | 2009-10, 2011-12, 2019-20, 2021-22 |
| CS Bourgoin-Jallieu | 1       | 2              | 1996-97                   | 1998-99, 2008-09                   |
| Stade Français      | 1       | 2              | 2016-17                   | 2010-11, 2012-13                   |
| Section Paloise     | 1       | 1              | 1999-00                   | 2004-05                            |
| Lyon Olympique      | 1       | 1              | 2021-22                   | 2024-25                            |
| US Colomiers        | 1       | -              | 1997-98                   |                                    |
| London Wasps        | 1       | -              | 2002-03                   |                                    |
| Biarritz Olympique  | 1       | -              | 2011-12                   |                                    |
| Leinster Rugby      | 1       | -              | 2012-13                   |                                    |
| Bristol Bears       | 1       | -              | 2019-20                   |                                    |
| Sharks              | 1       | -              | 2023-24                   |                                    |
| Castres Olympique   | -       | 2              |                           | 1996-97, 1999-00                   |
| SU Agen             | -       | 1              |                           | 1997-98                            |
| RC Narbonne         | -       | 1              | -                         | 2000-01                            |
| Pontypridd RFC      | -       | 1              |                           | 2001-02                            |
| London Irish        | -       | 1              |                           | 2005-06                            |
| Worcester Warriors  | -       | 1              |                           | 2007-08                            |
| Edinburgh Rugby     | -       | 1              |                           | 2014-15                            |
| La Rochelle         | -       | 1              |                           | 2018-19                            |
| Leicester Tigers    | -       | 1              |                           | 2020-21                            |
| Glasgow Warriors    | -       | 1              |                           | 2022-23                            |

### Títulos por Unión
| Unión      | Títulos | Subcampeón | Clubes campeones |
| ---------- | ------- | ---------- | --- |
| Inglaterra | 13      | 10         | Harlequins FC (3), Gloucester (2), Sale Sharks (2), Northampton (2), Bath (2), Wasps RFC (1), Bristol Bears (1)                                                |
| Francia    | 12      | 16         | Clermont (3), Montpellier (2), CS Bourgoin-Jallieu (1) Stade Français (1), Section Paloise (1), Colomiers (1), Biarritz (1), Lyon Olympique (1), RC Toulon (1) |
| Gales      | 2       | 1          | Cardiff (2) |
| Irlanda    | 1       | -          | Leinster (1) |
| Sudáfrica  | 1       | -          | Sharks (1) |
| Escocia    | -       | 2          | ----- |

## Cobertura mediática
- Reino Unido e Irlanda:
  - TV: BT Sport & Sky Sports,[15]
  - Radio: BBC Radio, RTÉ & Newstalk[16]
- España: Movistar.
- Francia: beIN Sports, France Télévisions[17][18]
- Italia: Sky Italia.[19]
- Australia: Setanta Sports.
- Estados Unidos: ESPN3.
- Portugal: SportTV.
- Canadá: Sportsnet World.
- Rumania: Digi Sport.